# Рена
Рена (нім. Rehna) — місто в Німеччині, розташоване в землі Мекленбург-Передня Померанія. Входить до складу району Північно-Західний Мекленбург. Центр об'єднання громад Рена.
Площа — 44,29 км2. Населення становить 3592 ос. (станом на 31 грудня 2020).